# Brachychloa
Brachychloa is een geslacht uit de grassenfamilie (Poaceae). De soorten van dit geslacht komen voor in Afrika.

## Soorten
Van het geslacht zijn de volgende soorten bekend: 
- Brachychloa fragilis S.M.Phillips
- Brachychloa schiemanniana (Schweick.) S.M.Phillips